# عبد الرحمن العمادي
اسمه الكامل
عبد الرحمن العمادي واسمه الكامل: ‌عبد ‌الرحمن بن محمد بن محمد بن محمد بن عماد الدين ‌العمادي، الحنفي مذهبًا، الدمشقي مسكنًا.
حياته ونشأته وتعليمه
ولد الإمام عبد الرحمن العمادي في دمشق ونشأ في بداية حياته يتيمًا حيث أن والده مات وهو يبلغ من العمر سبع سنين، اجتهد في العلم والتحصيل العلمي ودرس عند الشيخ حسن محمد البوريني ثم تعلم عند ابن خالته الشيخ محمد بن محب الدين الحنفي ثم لزم الشيخ محب الدين وأخذ عنه الكثير من العلوم والفنون وتعلم أيضًا عند الشمس ابن المنقار والمنلا محمد بن عبد الملك البغدادي، وقد كان بارعًا محبًا للعلم حتى تفوق فيه، وحج البيت الحرام سنة 1014 هـ، وتعلم في المدينة عند الشيخ صبغة الله بن روح الله.
عندما عاد إلى دمشق تسلم تدريس المدرسة الشبلية في سنة 1017 هـ، ثم تولى بعدها المدرسة السليمية في سنة 1023 هـ، ثم ولي بعد ذلك المدرسة السليمانية والإفتاء بالشام في سنة 1031 هـ، وذهب إلى الحج وهو مفتي في دمشق سنة 1033 هـ وكبر صيته بعد ذلك واشتهر، وسلم له علماء عصره، وقد مدحه أكثر شعراء عصره من الأدباء بالقصائد السائرة وخلدوا مدائحه في صفحات آثارهم.
أعمال بارزة
- له الكثير من الأشعار المنثورة في الكتب.
- له العديد من الرسائل والأجوبة المثنورة في المؤلفات.
- كتاب تحرير التأويل على ما في معاني بعض آي التنزيل.
- كتاب الروضة الريا فيمن دفن بداريا.
- هدية ابن العماد لعبّاد العباد في الصلاة.
- المستطاع من الزاد في المناسك.[5]